# ジェイバード (企業)
ジェイバード (英: Jaybird, LLC)は、アメリカ合衆国・ユタ州・ソルトレイクシティに本拠を置き、スポーツ向けのBluetoothイヤホンで知られるヘッドフォンメーカー。2016年以降、Logitech International S.A.（日本法人名：ロジクール）の子会社となっている。
2006年、オーストラリア出身のジャド・アームストロング（Judd Armstrong）により設立、自身ランニングからウィンタースポーツまで様々なスポーツを楽しんでいたアマチュアのアスリートとして、当時のイヤホンの性能に満足できず、汗に強いスポーツ向きのイヤホンを開発し、オンライン販売を始めた。アームストロングはエンジニアとしての職歴を持たなかったが、周囲に優秀なエンジニアが集まり、アームストロングの求める製品の開発が行われた。2007年に最初のワイヤレスイヤホンとなるJB-100をリリース、2016年にアメリカの市場調査会社NPDグループは、ジェイバードを、ビーツ・エレクトロニクス、LGエレクトロニクス、ボーズらと共に、ワイヤレスイヤホンブランドのトップ5に数えている。
2016年4月、Logitech International S.A.により買収されたが、子会社としてジェイバードのブランドは継続し、開発が行われている。
日本国内では、2013年5月以降フォーカルポイントが販売代理店となっていたが、本国における買収を受けて、2016年9月から、Logitech International S.A.の日本法人であるロジクールが販売代理店となっている。